# Cantareus
Cantareus Risso, 1826 è un genere di mollushi gasteropodi terrestri della famiglia Helicidae.

## Tassonomia
Il genere comprende e seguenti specie:
- Cantareus apertus (Born, 1778)
- Cantareus koraegaelius (Bourguignat in Locard, 1882)
- Cantareus subapertus (Ancey, 1893)

Sinonimi
- Cantareus aspersus (O. F. Müller, 1774) = Cornu aspersum (O. F. Müller, 1774)